# Пуйстола (станція)
60°16′31″ пн. ш. 25°02′10″ сх. д. / 60.27530168043° пн. ш. 25.036143005172° сх. д.
Пуйстола (фін. Puistolan rautatieasema; швед. Parkstads station) — залізнична станція мережі приміських залізниць Гельсінкі, розташована в Тапулікаупункі, Вантаа, Фінляндія, між станціями Тіккуріла та Тапаніла, приблизно за 14 км NW від Гельсінкі-Центральний. 
Пасажирообіг у 2019 склав 3 089 456 осіб 

Відкрита 1910 року.
Конструкція — наземна відкрита, з однією прямою острівною платформою, має чотири колії.

## Пересадки
- Автобуси: 73/N, 74/N, 75, 79/N, 705.